# Тім Свіні
Тім Свіні (англ. Tim Sweeney, нар. 12 квітня 1967, Бостон) — колишній американський хокеїст, що грав на позиції крайнього нападника. Грав за збірну команду США.

## Ігрова кар'єра
Професійну хокейну кар'єру розпочав 1989 року.
1985 року був обраний на драфті НХЛ під 122-м загальним номером командою «Калгарі Флеймс». 
Протягом професійної клубної ігрової кар'єри, що тривала 11 років, захищав кольори команд «Калгарі Флеймс» (1990–1992), «Бостон Брюїнс» (1992–1993), «Анагайм Дакс» (1993–1995), «Бостон Брюїнс» (1995–1997) та «Нью-Йорк Рейнджерс» (1997–1998).
Виступав за збірну США.

## Нагороди та досягнення
- Друга збірна всіх зірок ІХЛ — 1990.
- Друга збірна всіх зірок АХЛ — 1993.